# Tarmen, Blekinge
Tarmen är en sjö i Ronneby kommun i Blekinge och ingår i Nättrabyåns huvudavrinningsområde. Sjön har en area på 0,106 kvadratkilometer och ligger 102,4 meter över havet.

## Delavrinningsområde
Tarmen ingår i det delavrinningsområde (626129-147880) som SMHI kallar för Ovan 626151-147817. Medelhöjden är 109 meter över havet och ytan är 4,5 kvadratkilometer. Räknas de 6 avrinningsområdena uppströms in blir den ackumulerade arean 66,94 kvadratkilometer. Vattendraget som avvattnar avrinningsområdet har biflödesordning 2, vilket innebär att vattnet flödar genom totalt 2 vattendrag innan det når havet efter 38 kilometer. Avrinningsområdet består mestadels av skog (88 %). Avrinningsområdet har 0,11 kvadratkilometer vattenytor vilket ger det en sjöprocent på 2,4 %.